# バルセロナ・パビリオン
バルセロナ・パビリオン（Barcelona Pavilion）は、モダニズムの建築家ミース・ファン・デル・ローエが1929年、博覧会のために設計した施設である。モダニズム建築の傑作の一つとして知られる。1986年に復元され、現在はミースの記念館になっている。

## 概要

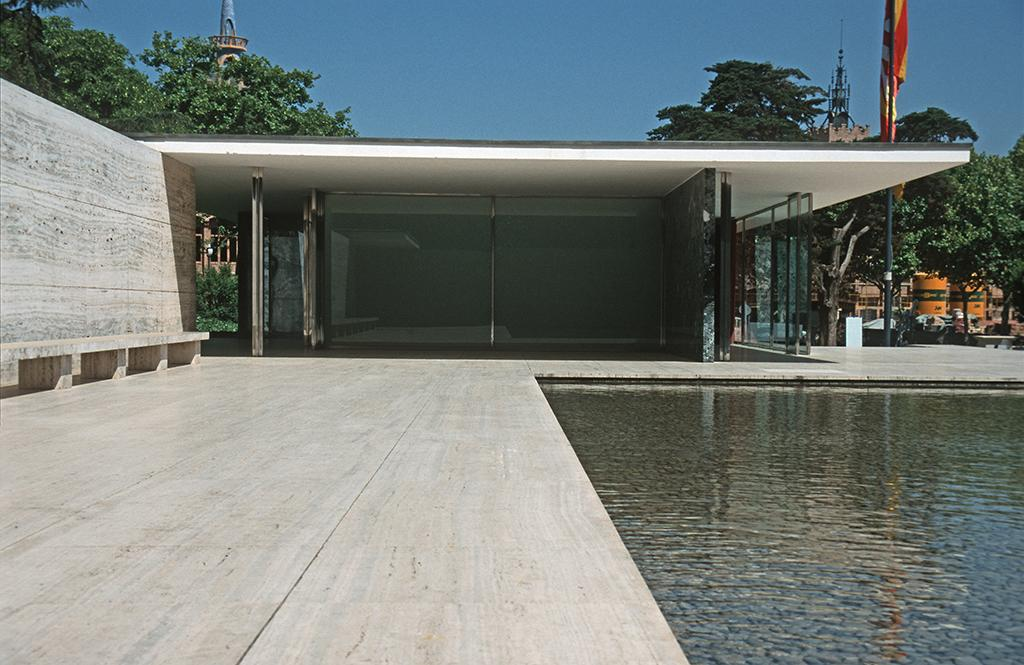
復元されたバルセロナ・パビリオン

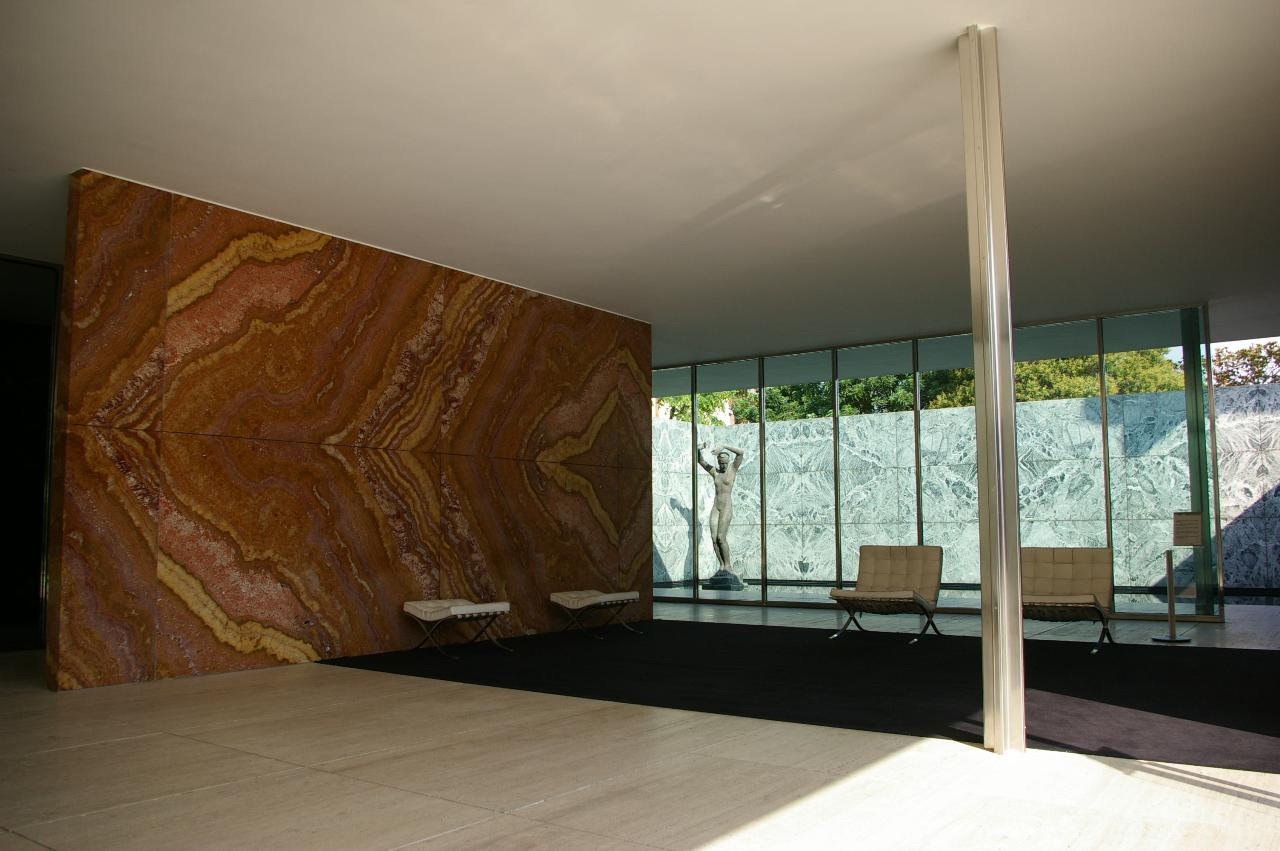
オニキスの壁

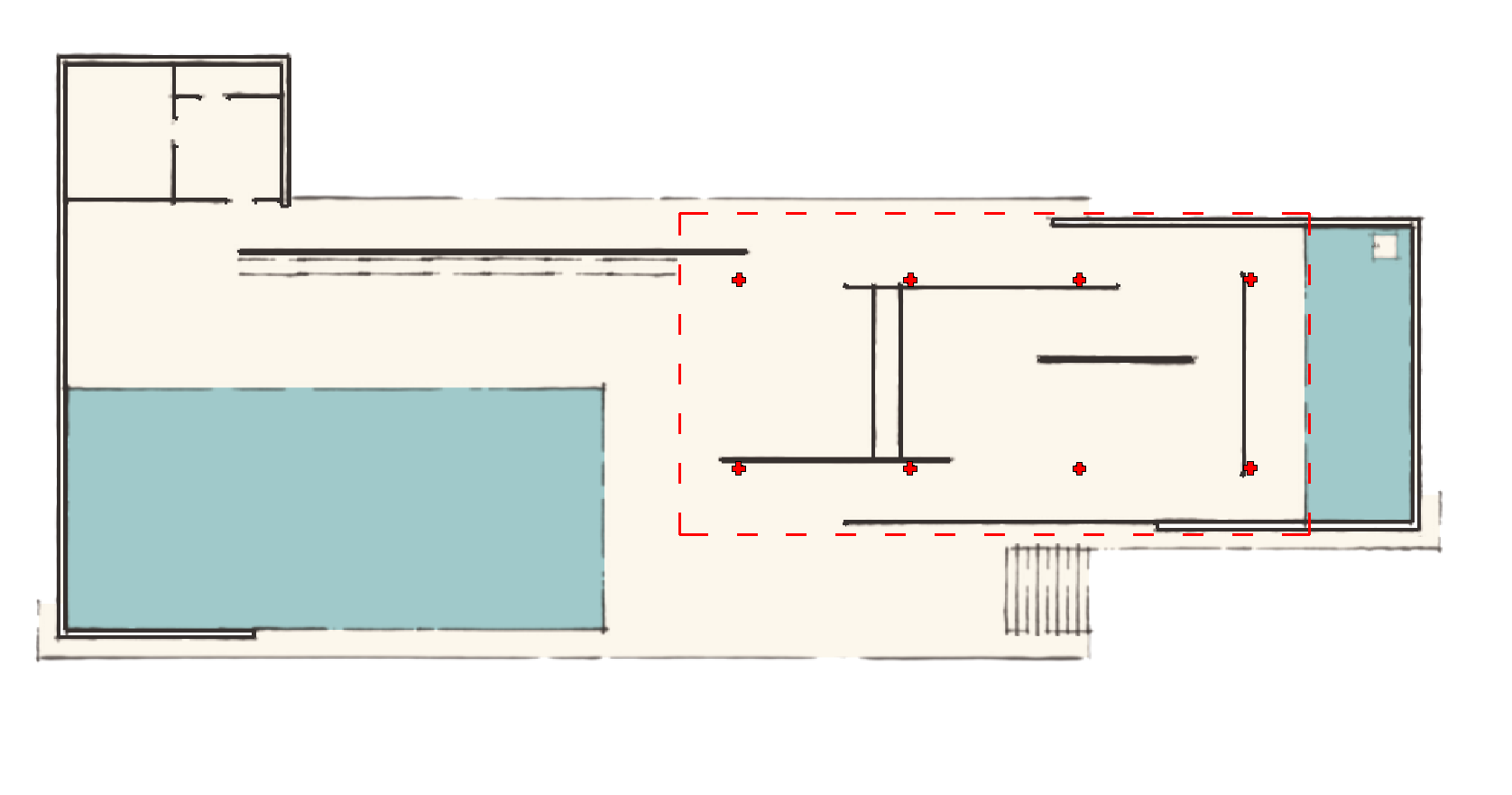
平面図

1929年のバルセロナ万国博覧会のドイツ館として建設された。一般向けの展示施設という訳ではなく、スペイン国王を迎えるためのレセプションホールであった。博覧会開会の1週間後にスペイン国王を迎えて、セレモニーが行われた。
モダンデザインの傑作として知られるバルセロナ・チェアは、同館のためにミースがデザインしたものである（ただし、セレモニーには間に合わなかった）。
パビリオンは博覧会終了後まもなく取り壊され、鉄や石材は売却された。写真がニューヨーク近代美術館（MOMA）で開催された「近代建築展」（1932年）とその図録『インターナショナル・スタイル』などで紹介され、やがてモダニズム建築の傑作として評価が確立した。

## 構成
トラバーチンの基壇を上がると、広い水面が広がっている。パビリオンの主要部分は、水平に長く伸びる薄い屋根を8本の十字形断面の鉄柱が支える構造である。構造から独立した石・ガラスの壁が自由に配置され、内部・外部にわたって流動的な空間を形作っている。石材はオニキス（縞瑪瑙）、緑色テニアン大理石、トラバーチンと高価な素材が使用されている。中心付近には最も特徴的なオニキスの壁がある。奥のガラスの先に三方をの壁に囲まれた水面があり（屋根はかかっていない）、彫刻家ゲオルク・コルベによる裸婦像が置かれている。
基壇の上に立つ8本の柱による規則的な構成はシンケルに代表される古典主義を思わせる。また、流動的な空間にはフランク・ロイド・ライトの、抽象的な構成にはデ・ステイルの影響が指摘されている。博覧会施設という性格上、自由に設計されたものであるが、同時期の住宅作品トゥーゲントハット邸（1930年）との共通点も多い。両作品の空間構成は後のユニヴァーサル・スペースにつながっていった。

## 復元

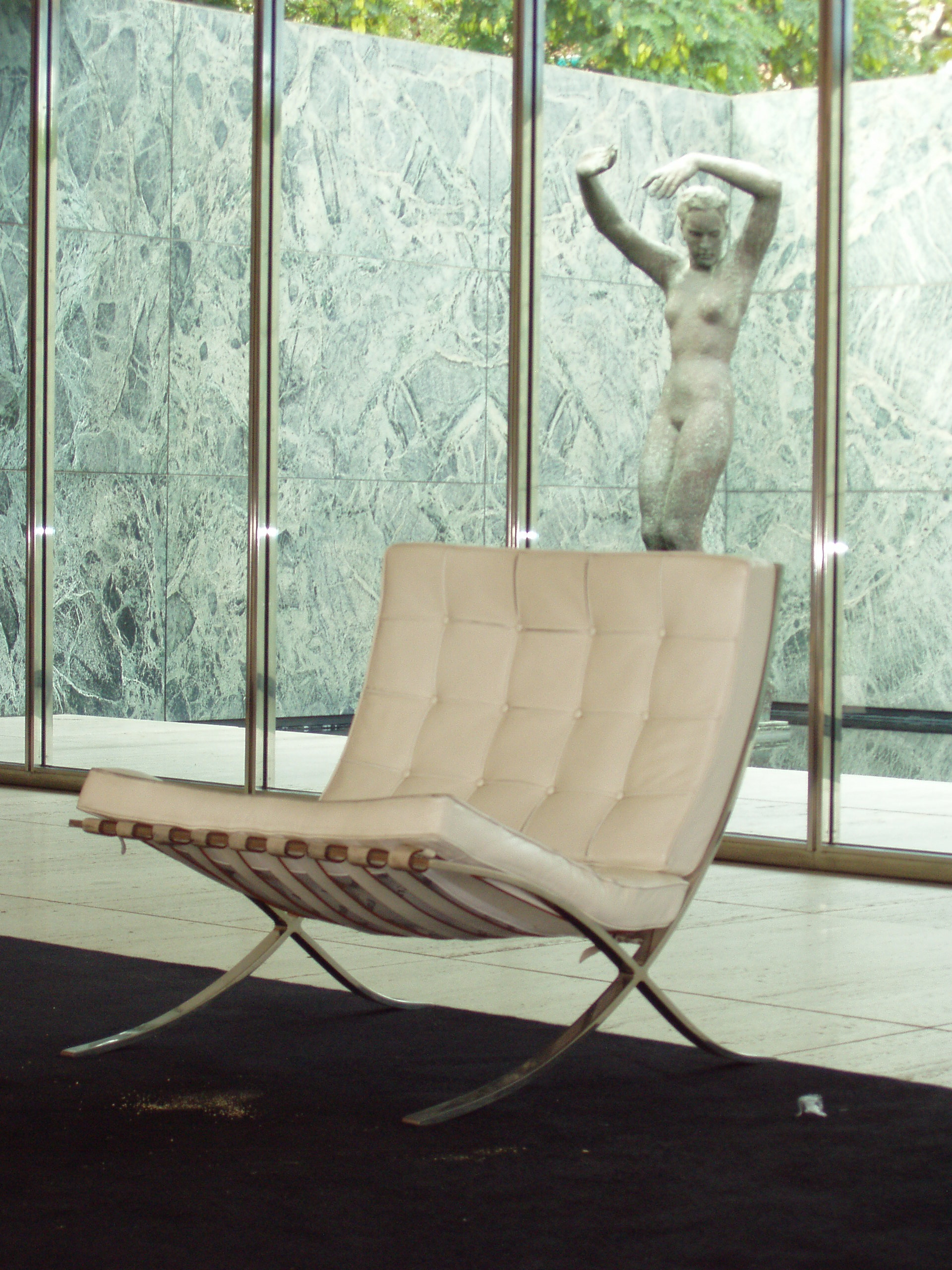
復元された館内のバルセロナ・チェア

1954年、建築家オリオル・ボイガス（Oriol Bohigas）が復元についてミースに打診したが、費用面で実現しなかった。1978年、ニューヨーク近代美術館がパビリオン50周年展を企画し、1981年にボイガスがバルセロナ市の都市計画局長に就任したことで計画が進み、1983年にミース・ドイツ館財団が設立された。ミース生誕100周年に当たる1986年、博覧会当時と同じ場所に復元された。
復元にあたり、屋根は鉄骨造から軽量コンクリートに、鉄柱はクロム鋼からステンレスに変更された。オリジナルの基壇は勾配が取られていなかったが、排水のため、床のトラバーチンを鉄骨で支えて継目にわずかな隙間をもうけるなど、恒久的な施設とするための工夫がされている。スタッコ仕上げだった壁は、ミースの意図を尊重し、大理石仕上げに改めた。なお、最も採取が困難だったのは大きなオニキスの石材であったという。
「ミース・ファン・デル・ローエ記念館」として公開されている。

## 文献
- ヘンリーラッセル・ヒッチコック、P.ジョンソン、武澤秀一訳『インターナショナル・スタイル』（鹿島出版会、1978年）
- 安原治機「バルセロナ・パビリオン」、日本建築学会『空間演出』（井上書院 、2000年）掲載
- ケネス・フランプトン、中村敏男訳『現代建築史』（青土社、2003年）
- 藤森照信『日本の近代建築（下）』（岩波新書、1993年）
- ウーゴ・ミズコ「パビリオンの再建」、『住宅建築』1999年9月号
- 鈴木了二『ユートピアへのシークエンス』 (LIXIL出版、2017年)